# Dekstrin
Dekstrin (franc. dextrine, od lat. dexter: desni) je žućkasto-zlatni glatki prah. Dekstrin je polisaharid opće formule (C6H10O5)n • H2O.

### Dobivanje
Nalazi se u pivu i prženom brašnu (kora kruha, dječja hrana).
1.
Dektrin prvotno nastaje zagrijavanjem škroba na suhome ili u kiseloj sredini.
2.
Može se dobiti djelomičnom razgradnjom škroba, međuprodukt hidrolize koji nastane je dekstrin, topljiv u vodi, a potpunom hidrolizom škroba nastaje glukoza, takva hidroliza se odvija uz pomoć kiseline ili enzima.
3.
Najčešće se dobiva prženjem kukuruznog škroba na temperaturi od oko 120 °C više od pola sata.

## Upotreba
Upotrebljava se kao ljepilo (kao smjesa dekstrina i vode), u oblikovanju lijekova u razne oblike (osim glavnog sastojka neke tablete sadrže samo dekstrin, jer pomaže u bržoj i boljoj razgradnji u tijelu), a služi i u proizvodnji i bojenju tekstila. Koristan je i u pirotehnici, jer usporava, ali ujedno i podržava gorenje.